# Stanisław Gabriel Kakowski
Stanisław Gabriel Kakowski herbu Kościesza (zm. po 1733 roku) – chorąży nowogrodzki w 1728 roku, pułkownik wojsk koronnych w 1733 roku.
Był posłem ziemi halickiej na sejm 1732 roku i sejm elekcyjny 1733 roku. Marszałek halickiego sejmiku przedsejmowego w 1732 roku.